# Esponente critico
In dinamica simbolica, l'esponente critico di una successione infinita di simboli è una quantità che descrive quante volte una stringa può ripetersi all'interno della sequenza.

## Definizione
Data una stringa infinita w di simboli dell'alfabeto A, e una stringa finita x sullo stesso alfabeto, x occorre in w con esponente α (con α>0) se e solo se esiste una stringa y all'interno di w tale che y = xax0, dove x0 è un prefisso di x e a è la parte intera di α, e la lunghezza di y l(y)≥ α·l(x). Ad esempio, la stringa {\displaystyle abcd} occorre con un esponente di 2.75 in {\displaystyle wzabcdabcdabcrkw}. y è detta un'α-potenza, e w è priva di α-potenze se non contiene nessuna sottostringa che è un'α-potenza.

L'esponente critico di w è il massimo numero reale α per il quale w presenta almeno un'α-potenza, oppure il minimo numero reale per cui non ne presenta.

## Proprietà
L'esponente critico di una successione può assumere qualsiasi valore reale maggiore di 1. L'esponente critico di una parola morfica su un alfabeto di n simboli è un numero algebrico di grado minore o uguale ad n

## Esempi
- L'esponente critico della successione di Thue-Morse è pari a 2.
- L'esponente critico della parola di Fibonacci è (5 + √5)/2 ≈ 3.618[3].
- L'esponente critico dell'espansione decimale della costante di Champernowne è infinito.